# Глод (Димбовіца)
Глод (рум. Glod) — село у повіті Димбовіца в Румунії. Входить до складу комуни Мороєнь.
Село розташоване на відстані 102 км на північний захід від Бухареста, 35 км на північ від Тирговіште, 47 км на південь від Брашова.

## Населення
За даними перепису населення 2002 року у селі проживали 1508 осіб, з них 1506 осіб (99,9 %) румунів. Усі жителі села рідною мовою назвали румунську.

## Цікаві особливості
У цьому селі у 2005—2006 рр. знімався фільм «Борат», у якому Глод, населений переважно румунами, було видано як казахське селище.